# Język etruski
Język etruski – wymarły po I wieku n.e. język nieindoeuropejski o nieustalonym pochodzeniu i pokrewieństwie z innymi językami. Był to język pisany i mówiony, którym posługiwano się w dawnej Etrurii i sąsiednich regionach (obecna Toskania, Umbria, Veneto, Emilia-Romania i Lombardia we Włoszech).
Język etruski został wyparty przez łacinę i pozostawił po sobie niewiele śladów: kilkadziesiąt zapożyczeń w łacinie (np. etr. phersu to łac. persona [osoba]), kilka tekstów ciągłych i nazwy miejscowości (np. Parma).
Nieznane jest znaczenie większości słów etruskich, dlatego zachowane teksty nie mogą być dokładnie odczytane. Drogą logicznego wnioskowania udało się rozszyfrować takie słowa jak elan (syn), sech (córka), nefts (wnuk), ati (matka), avils (lata) i lupuce (nie żyje).

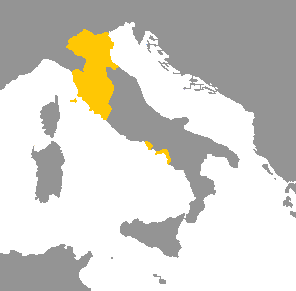
Maksymalny zasięg języka etruskiego

## Historia
Pochodzenie Etrusków było i jest sporne: jedna z hipotez głosi, że byli autochtoniczną ludnością Italii, zanim przybyli tam około 1000 lat p.n.e. przodkowie Rzymian. Herodot (Dzieje I,94), opisuje „Tyrreńczyków” (Etrusków) jako przybyszów z Lidii w płd.-zach. Anatolii, skąd pod przywództwem Tyrrhoeusa, uciekając przed klęską głodu, przybyli do Umbrii. Dionizjusz z Halikarnasu stwierdził w I wieku n.e., że język etruski nie jest podobny do żadnego ze znanych języków i uznał, że mówiący nim są autochtonami.
Po podbiciu Etrurii przez Republikę Rzymską wskutek romanizacji nastąpił szybki upadek języka etruskiego, który około roku 200 p.n.e. został zastąpiony przez łacinę z wyjątkiem izolowanych osad górskich, a także ceremonii religijnych, gdzie był nadal językiem kultu.
W czasach późnej Republiki tylko nieliczni wykształceni amatorzy, np. Marek Terencjusz Warron, umieli czytać etruskie teksty. Ostatnią znaną osobą z taką umiejętnością był cesarz Klaudiusz, który napisał słownik łacińsko-etruski (niezachowany) na podstawie informacji uzyskanych od kapłanów etruskich.
Znajomość języka literackiego wśród Etrusków musiała być znaczna (co zauważyli już Rzymianie) – świadczą o tym liczne zachowane krótkie inskrypcje i epitafia. Według przekazów Liwiusza i Cycerona etruska literatura była bogata (jednak nie zachowała się do naszych czasów).

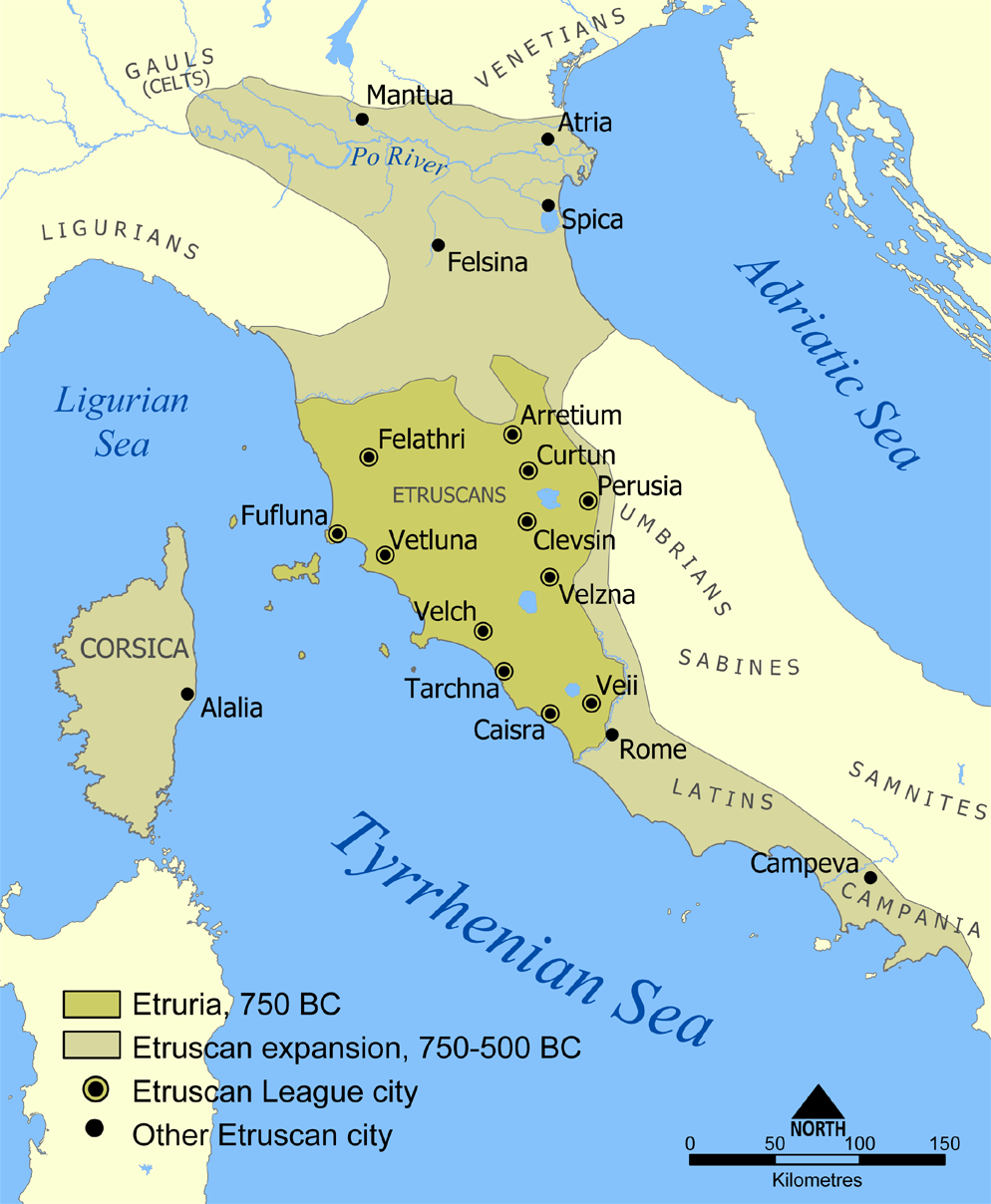
Maksymalny zasięg cywilizacji etruskiej i miasta Ligi Etruskiej

Niektóre znane  księgi etruskie: Etrusca Disciplina były zbiorem opisów rytuałów religijnych; Libri Haruspicini opisywały sposoby wróżenia z wnętrzności zwierząt ofiarnych; Libri Fulgurales wyjaśniały sposoby wróżenia z błyskawic; Libri Rituales były zbiorem informacji o etruskim życiu społecznym, politycznym i religijnym.
Jedyna zachowana księga etruska, Liber Linteus, napisana na tkaninie lnianej, przetrwała w formie bandaży owijających mumię egipską.
Zapożyczenia z języka etruskiego znalazły się w języku łacińskim (są to przypuszczalnie takie wyrazy jak elementum [litera], litterae [pismo], cera [wosk], harena [piasek]), a za jego pośrednictwem prawdopodobnie wiele z nich (dotyczących głównie kultury) istnieje do dziś w językach europejskich, szczególnie w językach romańskich, np. fr. peuple (lud), fenêtre (okno), personne (osoba), automne (jesień), avril (kwiecień). Wobec nieznajomości języka etruskiego i skąpej liczby źródeł takie pochodzenie tych wyrazów jest tylko hipotetyczne.

## Klasyfikacja
Większość badaczy zalicza go, wraz z lemnijskim i retyckim, do tyrreńskiej rodziny językowej. Z uwagi na brak wystarczającego materiału porównawczego, jego postulowane związki ze starożytnymi językami Cypru i Krety należy uznawać za nieuzasadnione.
Istniała również hipoteza o przynależności języka etruskiego do rodziny indoeuropejskiej. Jednak z uwagi na zbyt małą liczbę podobieństw została odrzucona przez większość językoznawców. Pewne podobieństwa sugerować mogą daleki związek (patrz języki indo-tyrreńskie). Zwolennicy tego punktu widzenia podają następujące cechy języka etruskiego:
- końcówka dopełniacza –s (pie. *–os);
- formy zaimka 1 os. l. poj. me/mini (pie. formy zawierające *me-);
- bierniki ca i ta na –n (pie. *–m, w niektórych dialektach *–n);
- fleksyjność (pie. typ fleksyjny).

Obok podobieństw typologicznych i morfologicznych, istnieją także podobieństwa leksykalne, np. 3 – ce (pie. *treyes), 7 – semph (pie. *séptm), 6 – śa (pie. *swéks).
Wobec braku przekonywającego materiału porównawczego wątpliwa jest hipoteza Mario Alinei o związku etruskiego z archaicznym węgierskim.
Z inskrypcji etrusko-greckich bądź etrusko-łacińskich wiadomo, że w etruskim imiona zapisywano skrótowo: Achle zamiast Achilles, Aule zam. Aulus, Hercle zam. Hercules, Menle zam. Menelaos czy Clumsta zam. Clutaimestra.

## Alfabet etruski

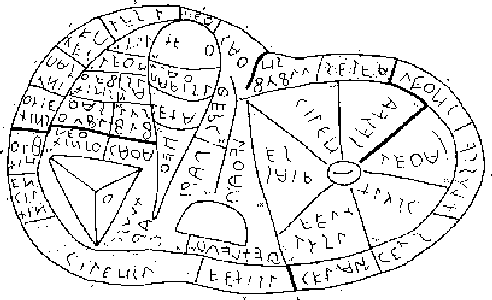
Tabliczka wróżebna w formie wątroby zwierzęcej (tzw. wątroba z Piacenzy) z napisami etruskimi

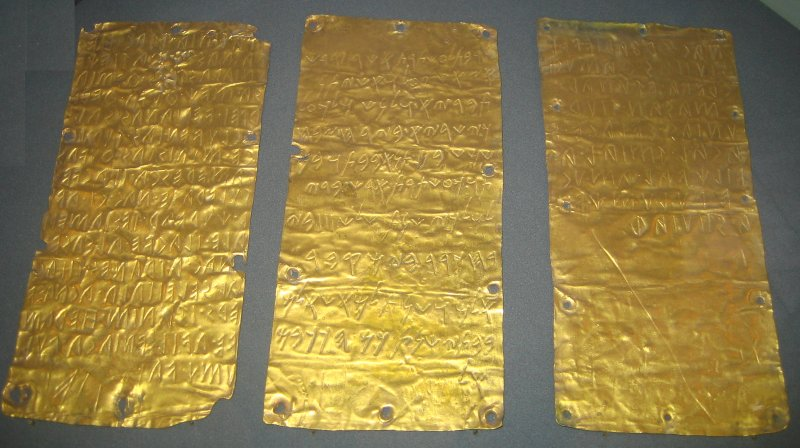
Laminowane złotem blaszki z Pyrgi, z inskrypcją w języku fenickim i języku etruskim

Alfabet łaciński, obecnie używany w większości krajów świata, pochodzi od alfabetu używanego przez Etrusków, przejętego i zmodyfikowanego następnie przez Rzymian. Jest de facto abecadłem, ponieważ pierwsze litery to a, b, c, d. Jednak Etruskowie również zapożyczyli swój alfabet od Greków (w wersji pochodzącej z wyspy Eubea, używanej przez Greków w Italii), a Grecy przejęli ten alfabet od Fenicjan – pismo fenickie. Pisano od prawej do lewej, z wyjątkiem archaicznych inskrypcji, w których czasami używano bustrofedonu, czyli podobnie jak w języku fenickim.

## Fonologia
Językoznawcy zrekonstruowali fonemy tego języka (zapis według Międzynarodowego Alfabetu Fonetycznego [IPA]):

### Samogłoski
- /a/ litera: A
- /e/ litera: E
- /i/ litera: I
- /u/ litera: V

### Spółgłoski
- /h/ litera: H
- /p/ litera: P
- /pʰ/ litera: Φ
- /t/ litera: T
- /tʰ/ litera: Θ
- /k/ litera: K
- /ks/ litera: Χ (inaczej niż w alfabecie jońskim i późniejszym ogólnogreckim, gdzie Χ oznacza dźwięk /kʰ/)
- /ts/ litera: Z
- /s/ litera: S
- /ʃ/ litera: Ϻ
- /f/ litera: 8, FH
- /w/ litera: F
- /l/ litera: L
- /r/ litera: R
- /m/ litera: M
- /n/ litera: N
- /kʰ/ litera: Ψ (inaczej niż w alfabecie jońskim i późniejszym ogólnogreckim, gdzie Ψ oznacza dźwięk /ps/)

## Fragment etruskiego tekstu
Jest to tekst prawniczy z tabliczki Tabula Cortonensis, wykonanej z brązu:
aule σalini (...) cuσual (...)

zilci · larθal · c (...) uσus ·

lariσalc · σalinis auleσla · celtinêitiσ

s · tarσminass · σparza · in · θuχt cesu

ratm · σuθiu · σuθiuσvê · velχes · cuσus a

uleσla · velθurus · titlnis · velθuruσla.

larθalc · cêlatinas apnal · lariσalc cê

latinas · titlnal

## Liczebniki etruskie
Najczęściej podaje się następujący porządek:
- 1 – θu(n), tu(n)
- 2 – zal, esal
- 3 – ci, ce
- 4 – sa, śa
- 5 – maψ
- 6 – huθ
- 7 – semφ
- 8 – cezp
- 9 – nurφ

Pojawiają się jednak głosy krytyczne, kwestionujące znaczenie huθ i śa, przypisując im raczej znaczenia odwrotne: huθ – 4, a śa – 6. Wynika to z faktu, iż podane powyżej liczby są oparte na analizie tzw. kości z Toskanii, które według zwolenników najbardziej rozpowszechnionego poglądu miały być wykonywane tak, by suma wartości przeciwległych boków kostki była równa 7. Przeciwnicy argumentują, że jest to raczej norma współczesna (nie wszystkie odnalezione kości były wykonane w ten sposób), zaś analizując pozostały materiał, należałoby śa przypisać wartość 6, a huθ 4.
Ponieważ większość wiedzy o liczebnikach pochodzi z inskrypcji opisujących wiek zmarłego czy datę, nie wiadomo, jak konstruowano liczby większe niż sto. Dziesiątki, z wyjątkiem dwudziestu (zaθrum), zaznaczano przez zrostek –alχ, np. 30 – cealaχ/cialχ, 50 – muvalχ, 70 – śemphalχ. Liczby ‘naste’ wyrażano dwoma sposobami. Liczby do 6 (lub 5?), dodawano do liczby dziesiątek, z kolei liczby od 6 (lub 7?) wyrażano, podobnie jak w łacinie, czyli odejmując 1, 2 lub 3, przez dodanie do nich zrostku –em (thunem, eslem, ciem) np.: 27 = 30 – 3 = ciem cialχ, 48 = 50 – 2 = eslem muvalχ. Łacina miała zresztą zapożyczyć ten system właśnie z etruskiego. Liczby od 10 do 16 miano tworzyć przez dodanie odpowiedniej liczby od 1 do 6 do śar (10).
Zbyt mało wiadomo, jak konstruowano liczebniki porządkowe – jedynym zaświadczonym jest θunχ ‘pierwszy’. Znane liczebniki przysłówkowe tworzono za pomocą zrostku –z/-zi/-ze np.: θunz – jeden raz, eslz – dwakroć, ciz – trzykroć.